# Die Kunst der Fuge
Die Kunst der Fuge (tyska, ung. fugakonsten, men den tyska titeln brukar användas även på svenska) är ett musikaliskt verk komponerat av Johann Sebastian Bach. Verket består av en samling fugor och kanoner. Den vanligaste versionen innehåller 14 fugor och fyra kanoner, men verket fullbordades inte av Bach och den sista fugan slutar mitt i. Alla fugor och kanoner bygger i princip på samma tema:
Man vet inte om verket skrevs för något särskilt instrument eller någon särskild besättning, men det är möjligt att framföra det på ett klaviaturinstrument (piano, cembalo m.fl.) och orgel. Verket har också instrumenterats för olika ensembler, t.ex. stråkkvartett och stråkorkester samt även tolkats av industrisynthgruppen Laibach.